# Antoine Challan
Pour les articles homonymes, voir Challan.
Antoine Didier Jean-Baptiste Challan (19 décembre 1754 à Meulan, 31 mars 1831 à Paris), est un magistrat et homme politique français.

## Biographie
Conseiller procureur-syndic du roi au bailliage de Meulan au moment de la Révolution française, Antoine Challan est passé, en 1790, procureur-syndic du département de Seine-et-Oise, et, attaché à la Constitution de 1791, rédigea l'adresse favorable au maintien du pouvoir royal que ce département présenta à l'Assemblée législative, avant la journée du 10 août 1792. Suspect par ce fait, il fut emprisonné aux Récollets de Versailles, et ne dut la liberté qu'au 9 thermidor.
Il devint ensuite président du tribunal criminel de Seine-et-Oise, et fut élu, le 27 germinal an VI, député de ce département au Conseil des Cinq-Cents.
Chargé d'une mission dans l'Ouest après le Coup d'État du 18 brumaire, auquel il avait donné son adhésion, il entra au Tribunat, le 4 nivôse an VIII, vota pour le « Consulat à vie » (Constitution de l'an X), et pour l'établissement de l'Empire.
Nommé membre de la Légion d'honneur le 26 frimaire an XII, et passa au Corps législatif le 17 février 1807, à la suppression du Tribunat. II s'y montra défenseur enthousiaste du gouvernement impérial, qui le créa chevalier de l'Empire, le 20 avril 1808.
Pourtant, le 3 avril 1814, il lut à la tribune son rapport concluant à la déchéance de l'Empereur.
Rallié à la première Restauration, il vota, en 1814, contre la liberté de la presse et avec la majorité ministérielle. Il fut promu officier de la Légion d'honneur (19 octobre), et reçut des lettres de noblesse (19 novembre). Non réélu en 1816, il entra dans la vie privée, et s'occupa d'enseignement primaire et d'agriculture. 

## Fonctions
- Procureur-syndic du roi au bailliage de Meulan (1789) ;
- Procureur-syndic du département de Seine-et-Oise (1790) ;
- Président du tribunal criminel de Seine-et-Oise ;
- Député de Seine-et-Oise au Conseil des Cinq-Cents (27 germinal an VI) ;
- Membre du Tribunat (4 nivôse an VIII) ;
- Député de Seine-et-Oise au Corps législatif (17 février 1807) ;
- Député de Seine-et-Oise à la Chambre (1814-1816).

## Publications
- De l’adoption considérée dans ses rapports avec la loi naturelle et la politique, 1801.
- La Meilleure Distribution des propriétés, 1806.
- Réflexions sur le choix des députés, 1812.
- Du rétablissement de l’ordre en France, 1814.
- Essai sur la possibilité de faire écrire les aveugles, 1824.
- Notes historiques sur Le Monier, médecin du roi, sur le marquis de Cubières, etc.

## Titres
- Chevalier de l'Empire (20 avril 1808) ;
- Récipiendaire de lettres de noblesse (19 novembre 1814).

## Distinctions
- Chevalier de la Légion d'honneur (26 frimaire an XII).
- Officier de l'ordre royal de la Légion d'honneur (19 octobre 1814).